# Anaea indigotica
Anaea indigotica är en fjärilsart som beskrevs av Osbert Salvin 1869. Anaea indigotica ingår i släktet Anaea och familjen praktfjärilar. Inga underarter finns listade i Catalogue of Life.